# LO-akte
De LO-akte (Lager Onderwijs Akte) is een onderwijsbevoegdheid voor het deel van het Nederlandse voortgezet onderwijs dat vroeger (tot 1968) tot het Lager Onderwijs, zoals bedoeld in de wet van 1863 en 1920, werd gerekend. Bekende vormen zijn ULO of MULO en ambachtsschool. De LO-aktes gaven een 3e-graads onderwijsbevoegdheid.
Tegenwoordig geven deze akten een 2a-bevoegdheid. De akte wiskunde l.o. (een zogenaamde zware akte) geeft niet alleen bevoegdheid voor scholen tot en met het examenjaar vmbo-4, maar ook bevoegdheid voor mto en mdgo (zie Handboek onderwijsbevoegdheden, pag. 102, punt 3.10).

## Betekenis
Net als MO-Akten werden LO-akten vaak behaald door zelfstudie in de avonduren; dit was voor velen een mogelijkheid zich te ontwikkelen. De faciliteiten om te studeren aan hbo of wo waren toen beperkt. Afhankelijk van de akte kon ook buiten de onderwijssector werk gevonden worden. Uiteraard waren LO-akten ook als vooropleiding voor de MO-akten geschikt.

## Vakken
Het aantal akten dat behaald kon worden, was zeer divers. Zo'n akte sloot aan bij het onderwijs aan de diverse scholen. Een overzicht:
- akte i (tekenen)
- akte j (lichamelijke oefening)
- akte k (nuttige handwerken voor meisjes)
- akte l (Frans)
- akte m (Duits)
- akte n (Engels)
- akte o (wiskunde)
- akte p (handelskennis)
- akte r (handenarbeid)
- akte s (landbouwkunde)
- akte t (tuinbouwkunde)
- akte u (vrouwelijke handwerken)
- akte w (Fries)
- akte x (Spaans)
- akte ij (Esperanto)